# Ázedín Ámanállah
Ázedín Ámanállah (arabul: عز الدين أمان الله); 1956. április 7. –) marokkói válogatott labdarúgó.

## Pályafutása

### Klubcsapatban
Marrákesben született. 1974 és 1983 között Difaâ Hassani d'El Jadida csapatában futballozott. 1983-ban Franciaországba szerződött és pályafutása hátralévő részét ott töltötte. 1983 és 1986 között a Racing Besançon játékosa volt. 1986-tól 1988-ig a Chamois niortais együttesét erősítette. 1988 és 1990 között az En Avant Guingampban játszott. 

### A válogatottban
1976 és 1988 között játszott a marokkói válogatottban. Részt vett az 1986-os világbajnokságon, de nem lépett pályára egyetlen mérkőzésen sem.